# Ligamentum ceratocricoideus anterior

A gége szalagjai

A ligamentum ceratocricoideus anterior egy apró (kisebb mint 1 cm hosszú) szalag a pajzsporc (cartilago thyroidea) alsó szarva és a gyűrűporc (cartilago cricoidea) között. Két darab van belőle. A párja a ligamentum ceratocricoideus posterior és a ligamentum ceratocricoideus lateralis.
A ligamentum ceratocricoideus posteriorral és a ligamentum ceratocricoideus lateralisszal együtt erősíti meg az articulatio cricothyroidealist.

## Külső hivatkozás
- Interactive Head and Neck